# Jarjayes
Jarjayes [ʒaʁʒaj] est une commune française située dans le département des Hautes-Alpes, en région Provence-Alpes-Côte d'Azur.

## Géographie

### Localisation
Jarjayes est un village du Gapençais dans les Hautes-Alpes, situé à l'ouest des Dômes de Remollon. Elle surplombe la vallée de la Durance.

### Communes limitrophes
Les communes limitrophes sont  Gap, Lettret, Rambaud, Saint-Étienne-le-Laus, Valserres et Venterol.

### Géologie et relief
La superficie de la commune est de 22,67 km2 ; son altitude varie de 586  à   1 310 mètres.
La commune, qui surplombe la Vallée de la Durance sur son versant nord, est bordée à l'est par l’Avance, et à l'ouest par la Luye. On y accède depuis Gap par le Col de la Sentinelle.

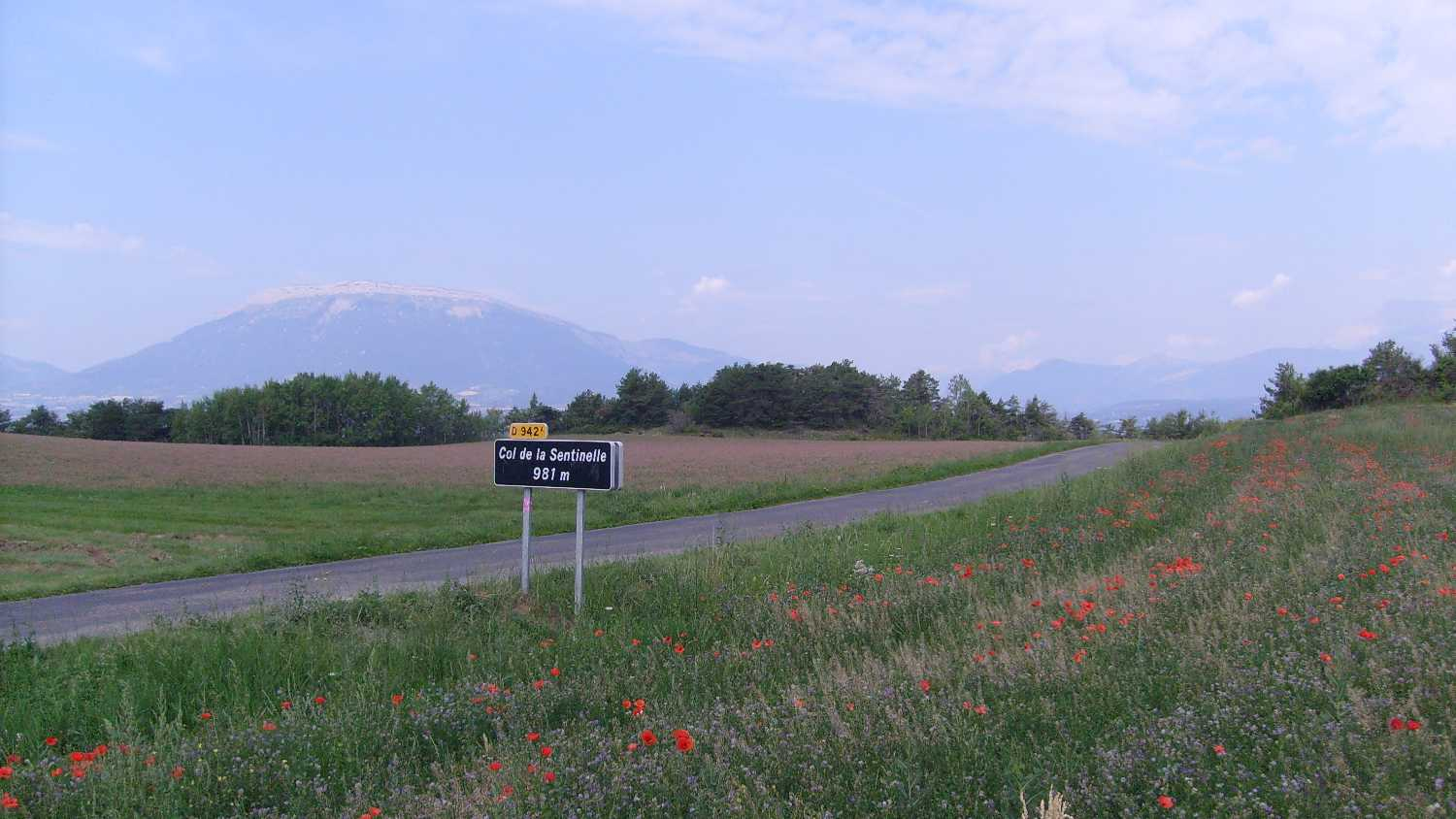
Le col de la Sentinelle.
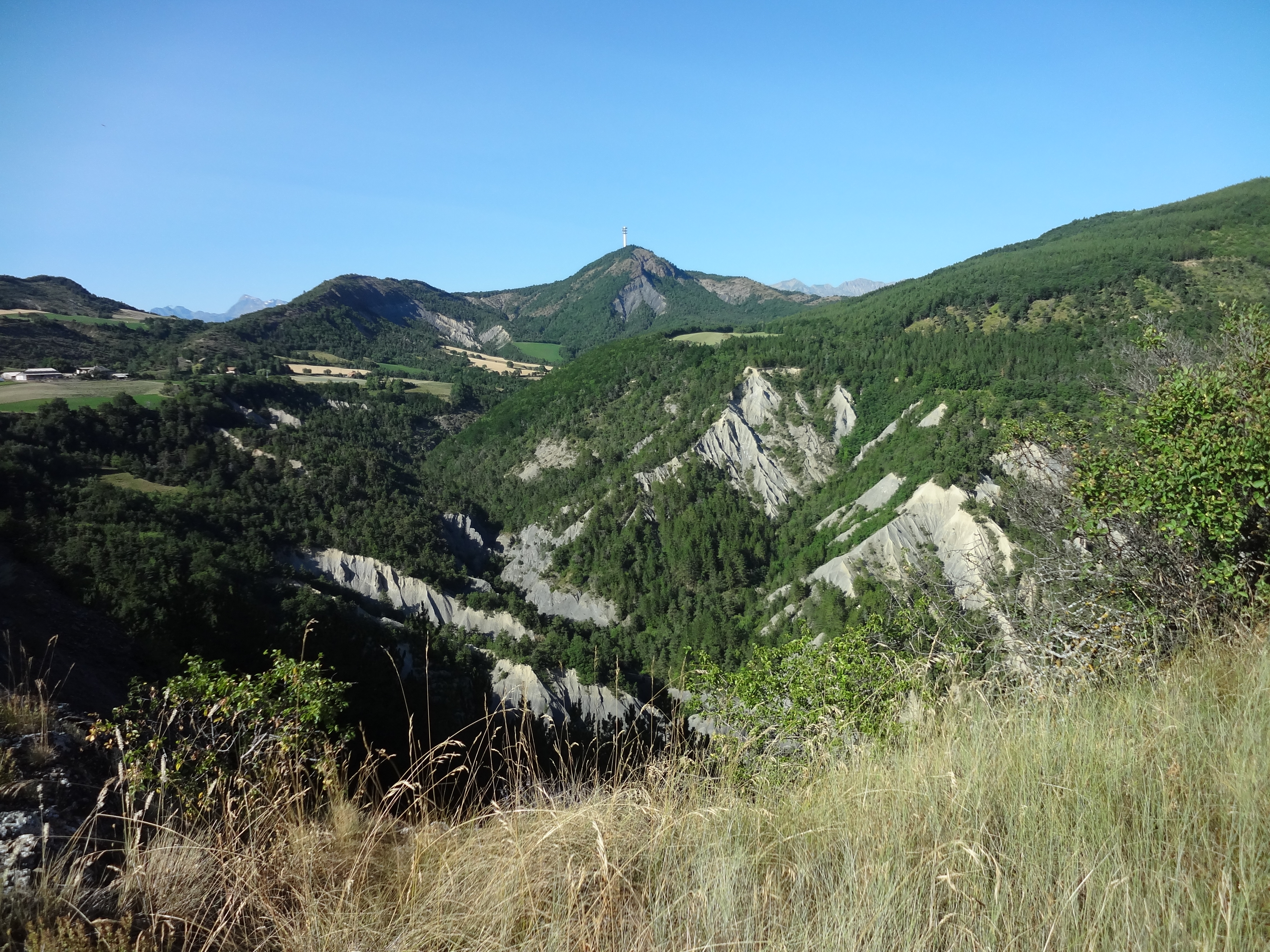
Vallon du Merdarel et Puy Maurel, qui porte un pylône de télécommunications.
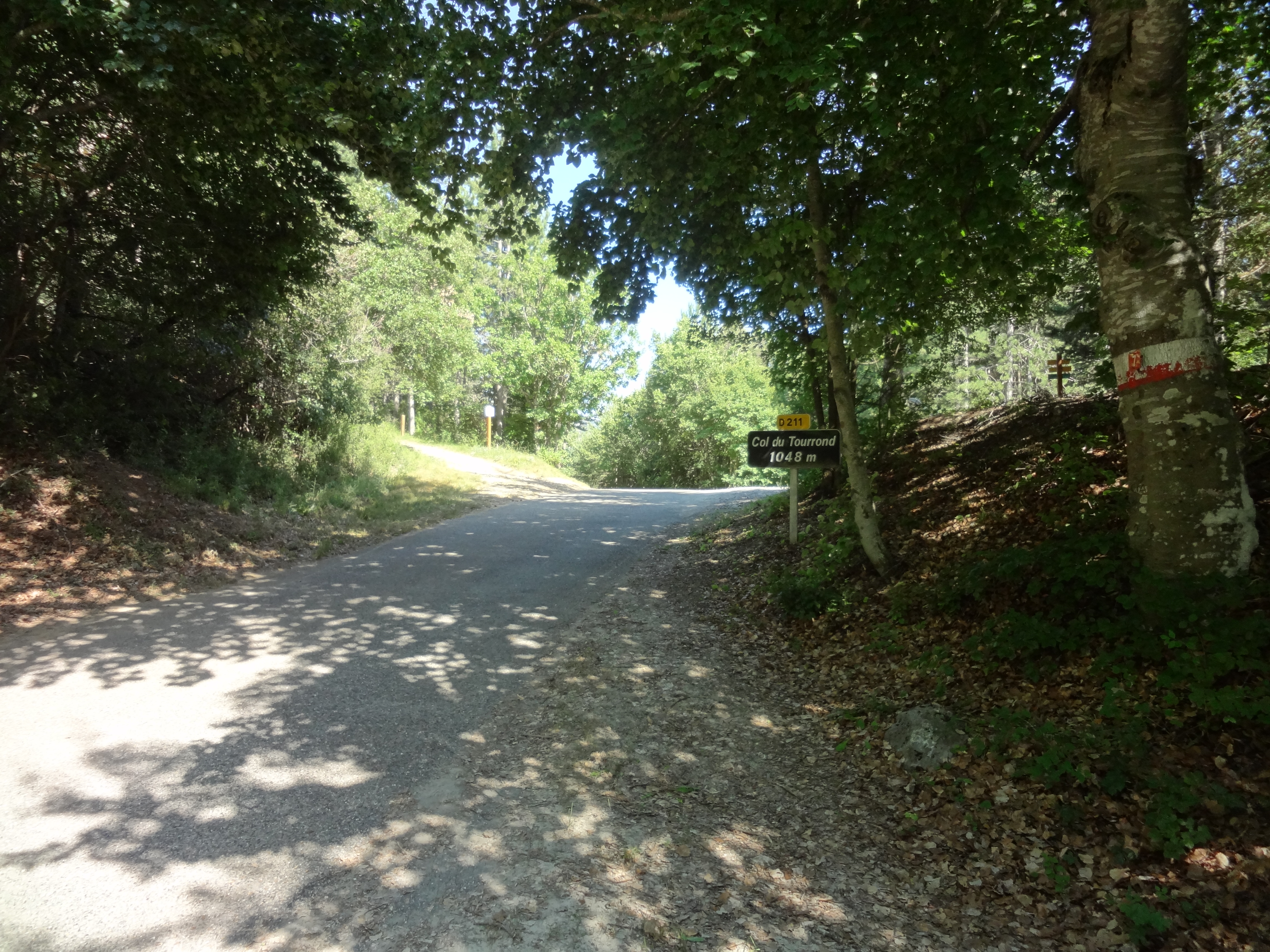
Col du Tourrond.

### Hydrographie

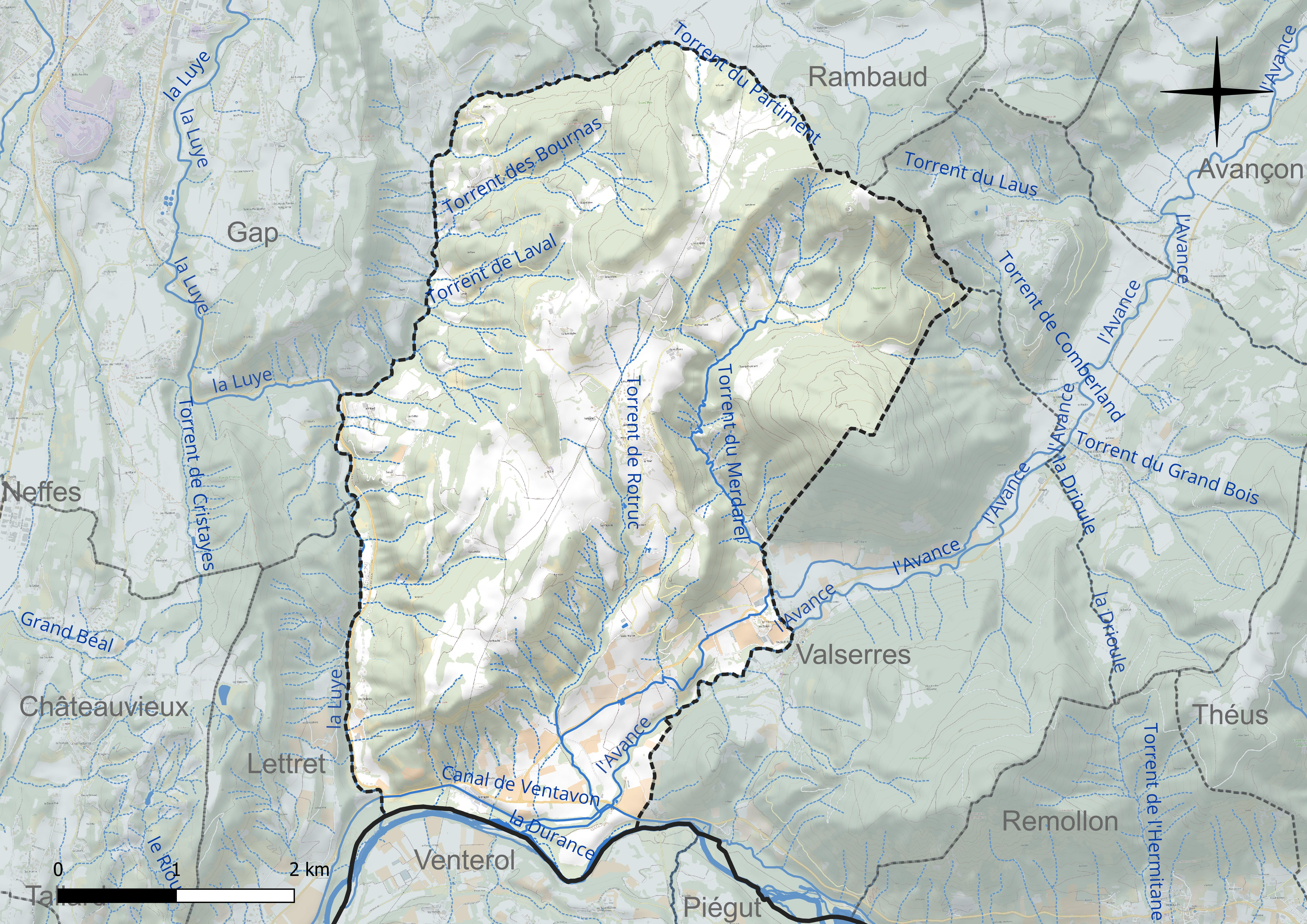
Carte hydrographique de la commune.

Le territoire communal est limité au sud par le lit de la Durance, l'un des principaux affluents du fleuve le Rhône.
Il est également drainé par plusieurs ruisseaux, dont l'Avance, qui recueille les eaux du Merdare, et la Luye.

### Climat
Pour des articles plus généraux, voir Climat de Provence-Alpes-Côte d'Azur et Climat des Hautes-Alpes.
En 2010, le climat de la commune est de type climat méditerranéen altéré, selon une étude du Centre national de la recherche scientifique s'appuyant sur une série de données couvrant la période 1971-2000. En 2020, Météo-France publie une typologie des climats de la France métropolitaine dans laquelle la commune est exposée à un climat de montagne ou de marges de montagne et est dans la région climatique Alpes du sud, caractérisée par une pluviométrie annuelle de 850 à 1 000 mm, minimale en été.
Pour la période 1971-2000, la température annuelle moyenne est de 9,3 °C, avec une amplitude thermique annuelle de 17,3 °C. Le cumul annuel moyen de précipitations est de 1 008 mm, avec 7,9 jours de précipitations en janvier et 5,3 jours en juillet. Pour la période 1991-2020, la température moyenne annuelle observée sur la station météorologique de Météo-France la plus proche, « Gap », sur la commune de Gap à 6 km à vol d'oiseau, est de 11,5 °C et le cumul annuel moyen de précipitations est de 863,3 mm. 
La température maximale relevée sur cette station est de 38,2 °C, atteinte le 23 août 2023 ; la température minimale est de −15,3 °C, atteinte le 5 février 2012,,.
Les paramètres climatiques de la commune ont été estimés pour le milieu du siècle (2041-2070) selon différents scénarios d'émission de gaz à effet de serre à partir des nouvelles projections climatiques de référence DRIAS-2020. Ils sont consultables sur un site dédié publié par Météo-France en novembre 2022.

## Urbanisme

### Typologie
Au 1er janvier 2024, Jarjayes est catégorisée commune rurale à habitat dispersé, selon la nouvelle grille communale de densité à 7 niveaux définie par l'Insee en 2022.
Elle est située hors unité urbaine. Par ailleurs la commune fait partie de l'aire d'attraction de Gap, dont elle est une commune de la couronne,. Cette aire, qui regroupe 73 communes, est catégorisée dans les aires de 50 000 à moins de 200 000 habitants,.

### Occupation des sols

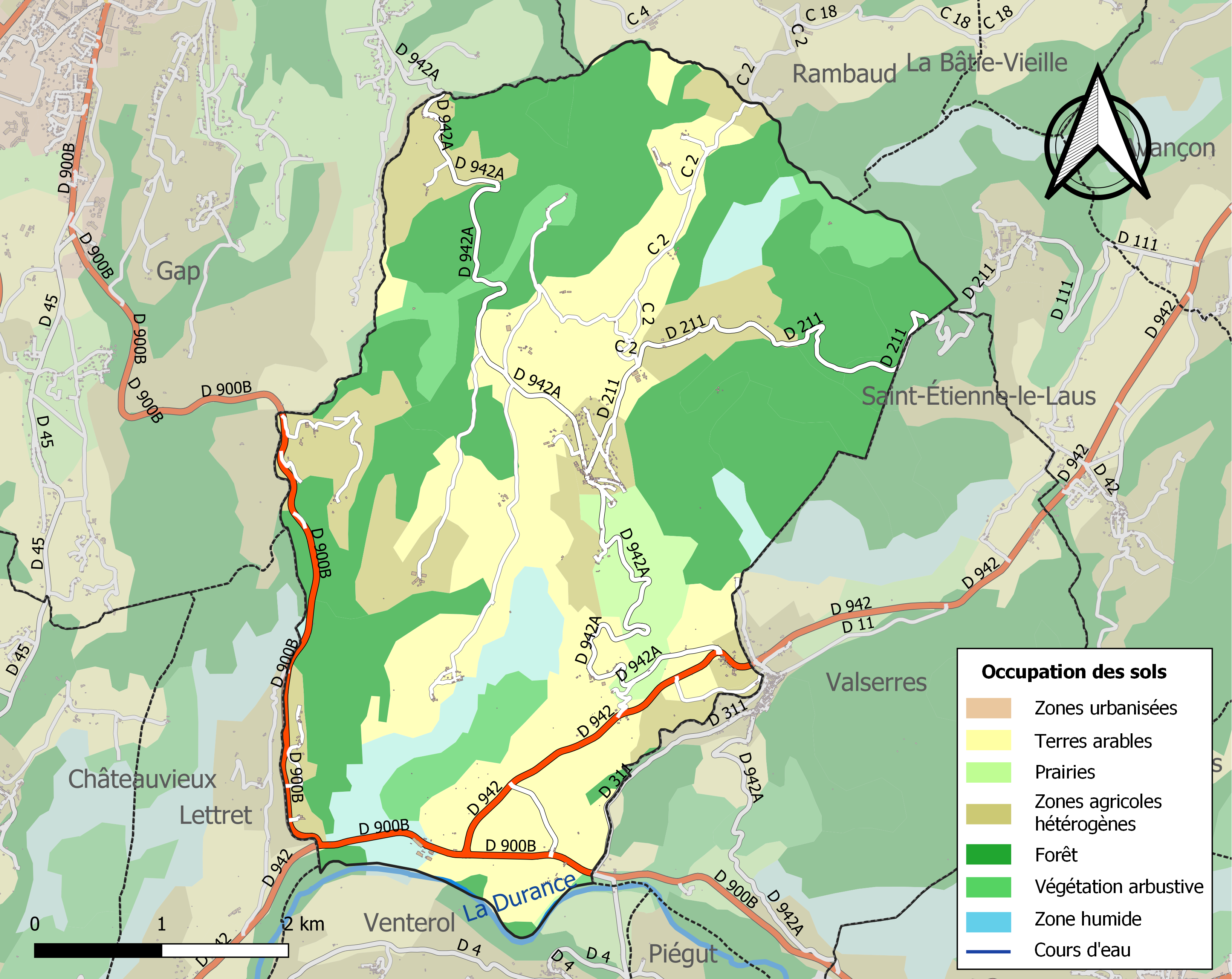
Carte de l'occupation des sols de la commune en 2018 (CLC).

L'occupation des sols de la commune, telle qu'elle ressort de la base de données européenne d’occupation biophysique des sols Corine Land Cover (CLC), est marquée par l'importance des forêts et milieux semi-naturels (52,6 % en 2018), une proportion identique à celle de 1990 (52,6 %). La répartition détaillée en 2018 est la suivante : 
forêts (40,5 %), terres arables (28 %), zones agricoles hétérogènes (15,5 %), espaces ouverts, sans ou avec peu de végétation (6,3 %), milieux à végétation arbustive et/ou herbacée (5,8 %), prairies (3,9 %).
L'évolution de l’occupation des sols de la commune et de ses infrastructures peut être observée sur les différentes représentations cartographiques du territoire : la carte de Cassini (XVIIIe siècle), la carte d'état-major (1820-1866) et les cartes ou photos aériennes de l'IGN pour la période actuelle (1950 à aujourd'hui).

### Habitat et logement
En 2021, le nombre total de logements dans la commune était de 238, alors qu'il était de 206 en 2016 et de 217 en 2011.
Parmi ces logements, 78,7 % étaient des résidences principales, 13 % des résidences secondaires et 8,3 % des logements vacants. Ces logements étaient pour 81,1 % d'entre eux des maisons individuelles et pour 17,4 % des appartements.
Le tableau ci-dessous présente la typologie des logements à Jarjayes en 2021 en comparaison avec celle des Hautes-Alpes et de la France entière. Une caractéristique marquante du parc de logements est ainsi une proportion de résidences secondaires et logements occasionnels (13 %) inférieure à celle du département (45,5 %) mais supérieure à celle de la France entière (9,7 %).
| Typologie                                               | Jarjayes | Hautes-Alpes | France entière |
| ------------------------------------------------------- | -------- | ------------ | -------------- |
| Résidences principales (en %)                           | 78,7     | 48,8         | 82,2           |
| Résidences secondaires et logements occasionnels (en %) | 13       | 45,5         | 9,7            |
| Logements vacants (en %)                                | 8,3      | 5,7          | 8,1            |

### Voies de communication et transports
La départementale 942a permet la liaison vers Gap via le col de la Sentinelle

## Toponymie
Le nom de la localité est attesté sous la forme Gargaïa en 1080 et en 1127.
Le radical Gar- rappellerait les pierres, le roc. La géomorphologie de Jarjayes, avec sa crête rocheuse surplombant le village, et où se situe l'ancienne église conforte cette interprétation.
Le nom de la localité est attesté sous les formes Jarjaya en 1190, en 1239 et en 1248, Mendamentum de Jarjaya en 1346, del Jerjayis en 1364, Jarjaie en 1512.
Jarjalhas en provençal haut-alpin.
Le terme de Jarjayes désigne, en occitan, une terre où poussent des vesces.

## Histoire

### Moyen Âge
Au XIIe siècle, l'abbaye Saint-André de Villeneuve-lès-Avignon possédait les deux églises, l’église paroissiale et l’église castrale, et percevait les revenus qui y étaient attachés.

### Temps modernes
En 1516, l'abbaye de Saint-André avait fondé à Jarjayes un prieuré, sous le vocable de saint Martin ; elle avait la collation de la cure et percevait les dîmes de la paroisse, qui faisait partie de l'archiprêtré du Gapençais.
Deux épidémies de peste touchent Jarjayes à l’époque moderne. La première, en 1528, laisse de nombreuses habitations abandonnées, qui tombent ensuite en ruines sans être réoccupées. La seconde est celle de 1628-30. La peste de Marseille épargne la communauté grâce au cordon sanitaire établi entre Bollène et Embrun, et qui suivait le Jabron et la Durance.

## Politique et administration

### Rattachements administratifs et électoraux

#### Rattachements administratifs
La commune se trouve dans l'arrondissement de Gap du département des Hautes-Alpes.
Elle faisait partie depuis 1793 du canton de Tallard. Dans le cadre du redécoupage cantonal de 2014 en France, cette circonscription administrative territoriale a disparu, et le canton n'est plus qu'une circonscription électorale.

#### Rattachements électoraux
Pour les élections départementales, la commune fait partie depuis 2014 d'un nouveau canton de Tallard porté de 9 à 19 communes.
Pour l'élection des députés, elle fait partie de la première circonscription des Hautes-Alpes.

### Intercommunalité
Jarjayes était membre de la communauté de communes de Tallard-Barcillonnette, un établissement public de coopération intercommunale (EPCI) à fiscalité propre créé fin 1992 et auquel la commune avait transféré un certain nombre de ses compétences, dans les conditions déterminées par le code général des collectivités territoriales.
Dans le cadre des dispositions de la loi portant nouvelle organisation territoriale de la République du 7 août 2015, qui prévoit que les établissements publics de coopération intercommunale (EPCI) à fiscalité propre doivent avoir un minimum de 15 000 habitants, cette intercommunalité a fusionné avec la communauté d'agglomération du Gapençais pour former, le 1er janvier 2017, la communauté d'agglomération Gap-Tallard-Durance, dont est désormais membre la commune.

### Liste des maires
| Période                                  | Période                        | Identité            | Étiquette | Qualité                                                        |
| ---------------------------------------- | ------------------------------ | ------------------- | --------- | -------------------------------------------------------------- |
| Les données manquantes sont à compléter. |                                |                     |           |                                                                |
|                                          |                                |                     |           |                                                                |
| septembre 1929                           |                                | Joseph Arthaud      |           |                                                                |
|                                          |                                |                     |           |                                                                |
| mars 1989                                | mars 2008                      | Pierre Bossy        |           |                                                                |
| mars 2008                                | avril 2014,                    | Jean Gillot         |           |                                                                |
| avril 2014                               | mai 2020                       | Christelle Maechler |           | Sans profession déclarée                                       |
| mai 2020,                                | mars 2023                      | Christian Cado      |           | Ancien artisan, commerçant ou chef d'entreprise Démissionnaire |
| février 2023                             | En cours (au 30 novembre 2023) | Christian Muller    |           | Commerçant ou assimilé                                         |

## Équipements et services publics
Jarjayes dispose d'une salle polyvalente, ainsi que d'une bibliothèque, affiliée au réseau de la bibliothèque départementale de prêt.

### Enseignement
Les enfants de la commune sont scolarisés à l'école Pierre-Bossy, de deux classes et 32 élèves en 2019-2020 et 50 en 2022-2023,.

## Population  et société
Ses habitants sont appelés les Jarjayais.

## Économie

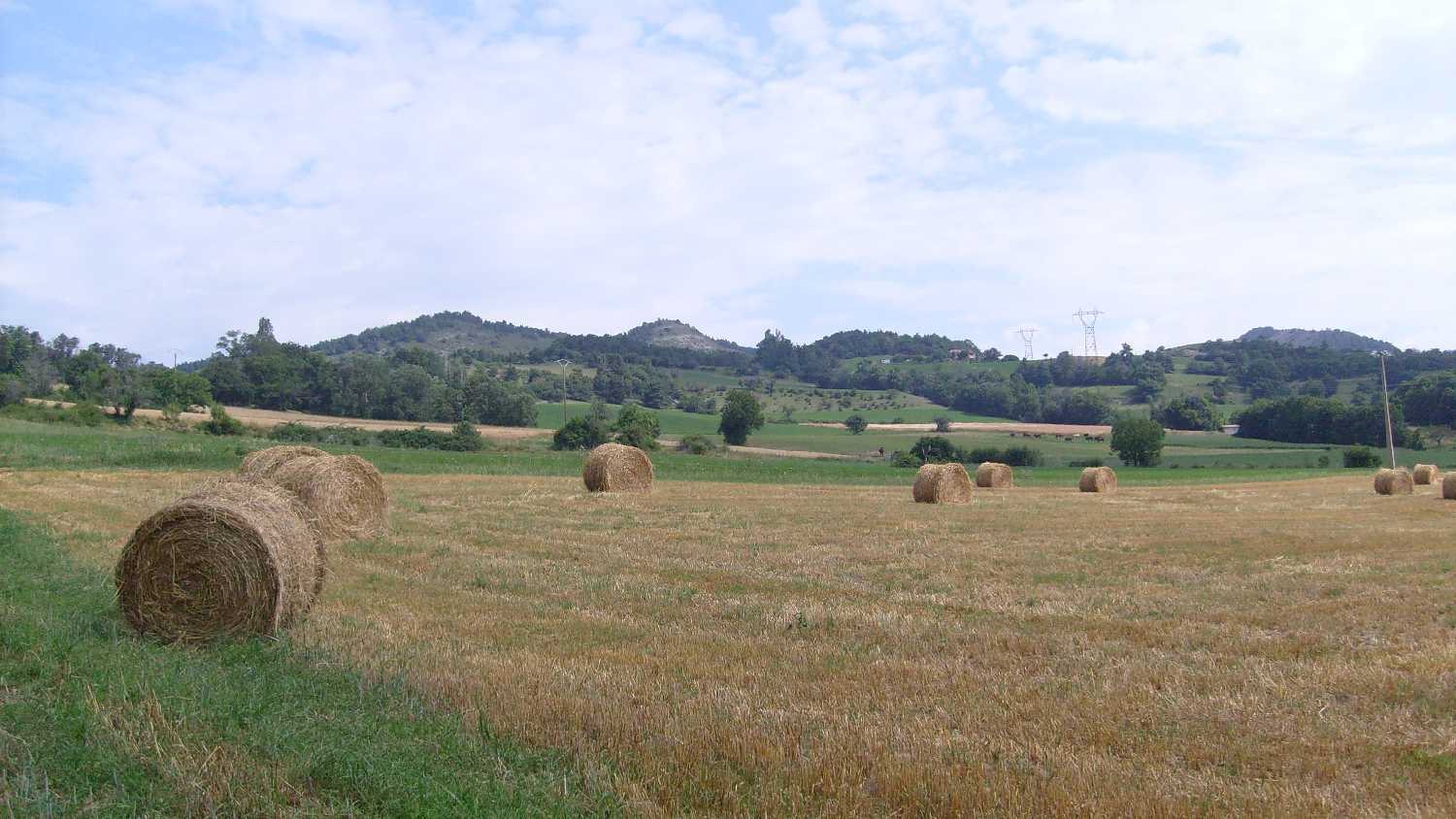
L'agriculture est l'activité dominante de la commune de Jarjayes.

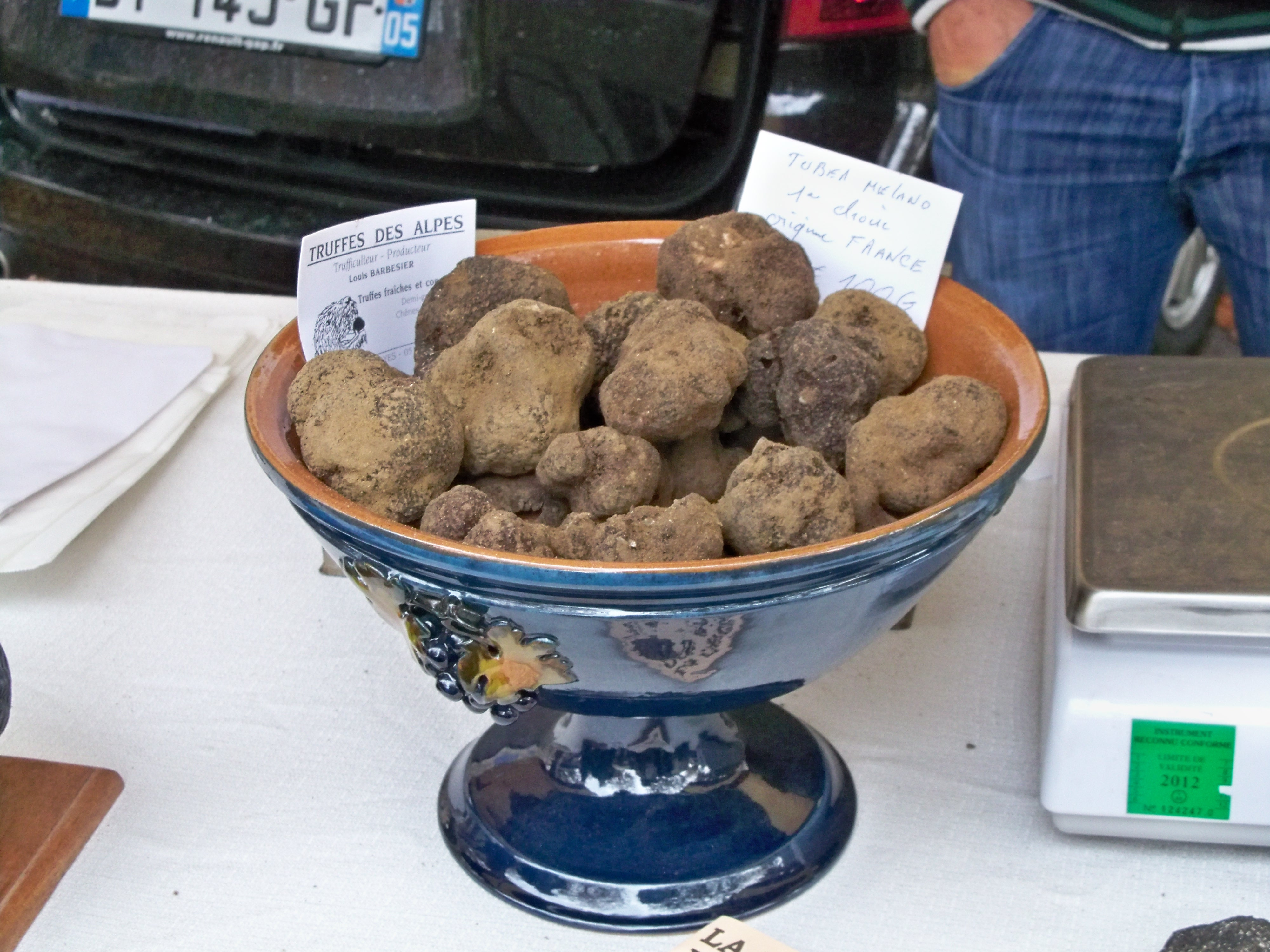
Truffes noires d'un trufficulteur de la commune.

### Démographie
L'évolution du nombre d'habitants est connue à travers les recensements de la population effectués dans la commune depuis 1793. Pour les communes de moins de 10 000 habitants, une enquête de recensement portant sur toute la population est réalisée tous les cinq ans, les populations de référence des années intermédiaires étant quant à elles estimées par interpolation ou extrapolation. Pour la commune, le premier recensement exhaustif entrant dans le cadre du nouveau dispositif a été réalisé en 2007.

En 2022, la commune comptait 465 habitants, en évolution de +6,9 % par rapport à 2016 (Hautes-Alpes : +0,4 %, France hors Mayotte : +2,11 %).
| 1793 | 1800 | 1806 | 1821 | 1831 | 1836 | 1841 | 1846 | 1851 |
| ---- | ---- | ---- | ---- | ---- | ---- | ---- | ---- | ---- |
| 446  | 384  | 459  | 491  | 574  | 562  | 560  | 547  | 510  |

| 1856 | 1861 | 1866 | 1872 | 1876 | 1881 | 1886 | 1891 | 1896 |
| ---- | ---- | ---- | ---- | ---- | ---- | ---- | ---- | ---- |
| 520  | 534  | 500  | 476  | 475  | 480  | 464  | 416  | 409  |

| 1901 | 1906 | 1911 | 1921 | 1926 | 1931 | 1936 | 1946 | 1954 |
| ---- | ---- | ---- | ---- | ---- | ---- | ---- | ---- | ---- |
| 358  | 381  | 355  | 313  | 272  | 282  | 282  | 264  | 270  |

| 1962 | 1968 | 1975 | 1982 | 1990 | 1999 | 2006 | 2007 | 2012 |
| ---- | ---- | ---- | ---- | ---- | ---- | ---- | ---- | ---- |
| 210  | 196  | 203  | 254  | 312  | 379  | 411  | 415  | 418  |

| 2017 | 2022 | - | - | - | - | - | - | - |
| ---- | ---- | - | - | - | - | - | - | - |
| 450  | 465  | - | - | - | - | - | - | - |

## Culture locale et patrimoine

### Lieux et monuments
- Château de Jarjayes, du XVIIe siècle, doté d'un parc en esplanades reliées par un escalier monumental. En mauvais état, une souscription est organisée par la Fondation de France pour le sauvegarder[35],[36].

- Chapelle Saint-Pierre au cimetière : succède à une église du XIIe siècle, église paroissiale même lorsque le village se déplace en hauteur. Mise à sac pendant les guerres de religion, ses pierres ont servi à la construction de l’édifice actuel en 1860. Nécropole des Ventavon.
- Église Saint-Thomas-Saint-Restitut dans l’ancien village : existait au XIIe siècle, endommagée lors des guerres de religion en 1588 par François de Bonne de Lesdiguières, reconstruite au XVIIe siècle.
- Pierre du Costel ou pierre chaude : pierre verte, lissée par le passage de mains qui lui attribuent des vertus spéciales. Autrefois située à l’entrée du marché aux grains de Jarjayes, à l’endroit où l’on s’acquittait des droits.
- Église paroissiale Saint-Thomas-Saint-Restitut au village de Jarjayes, construite de 1872 à 1874.
- Monument aux morts[37].

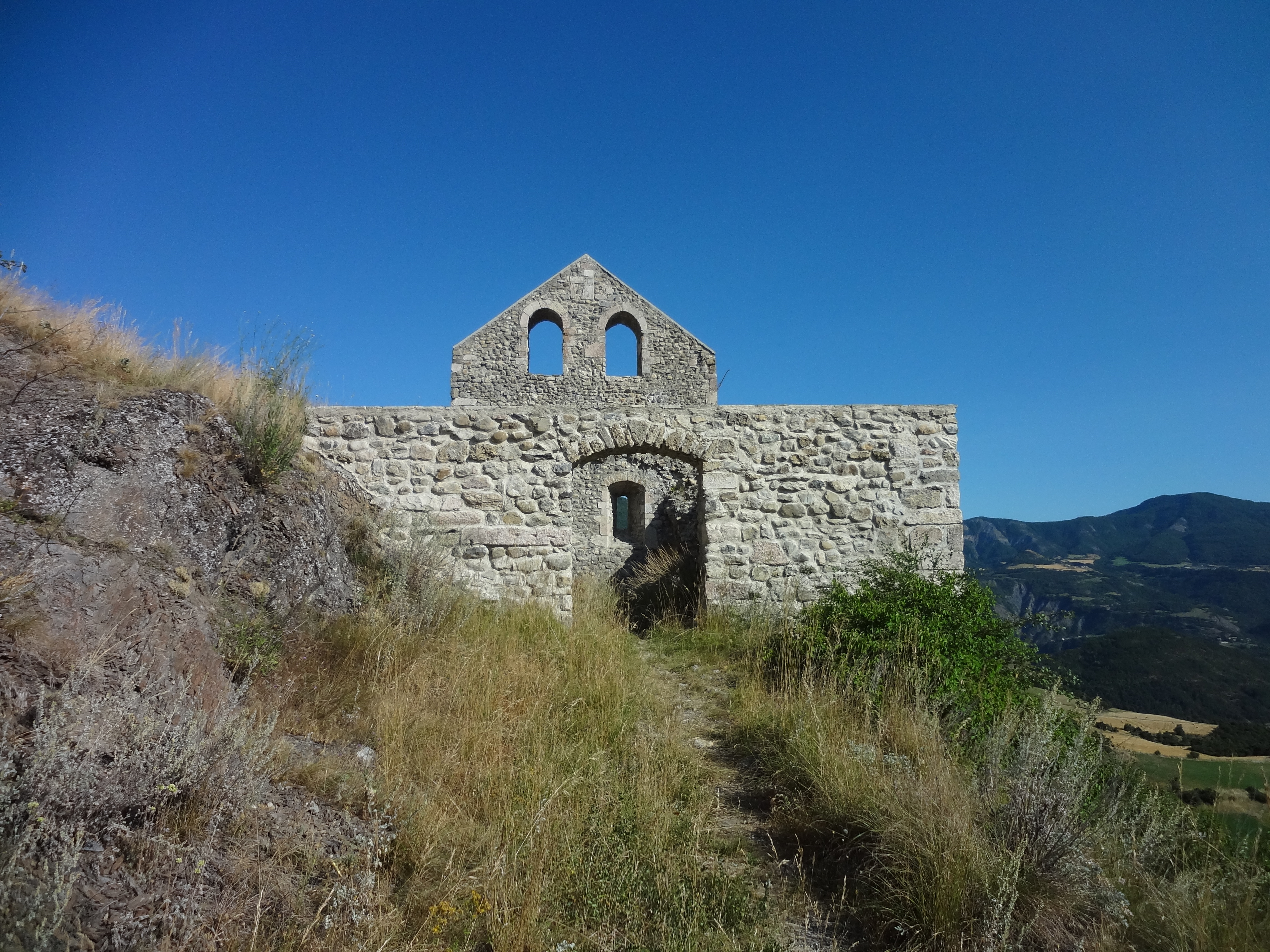
Église Saint-Thomas-Saint-Restitut de l'ancien site.
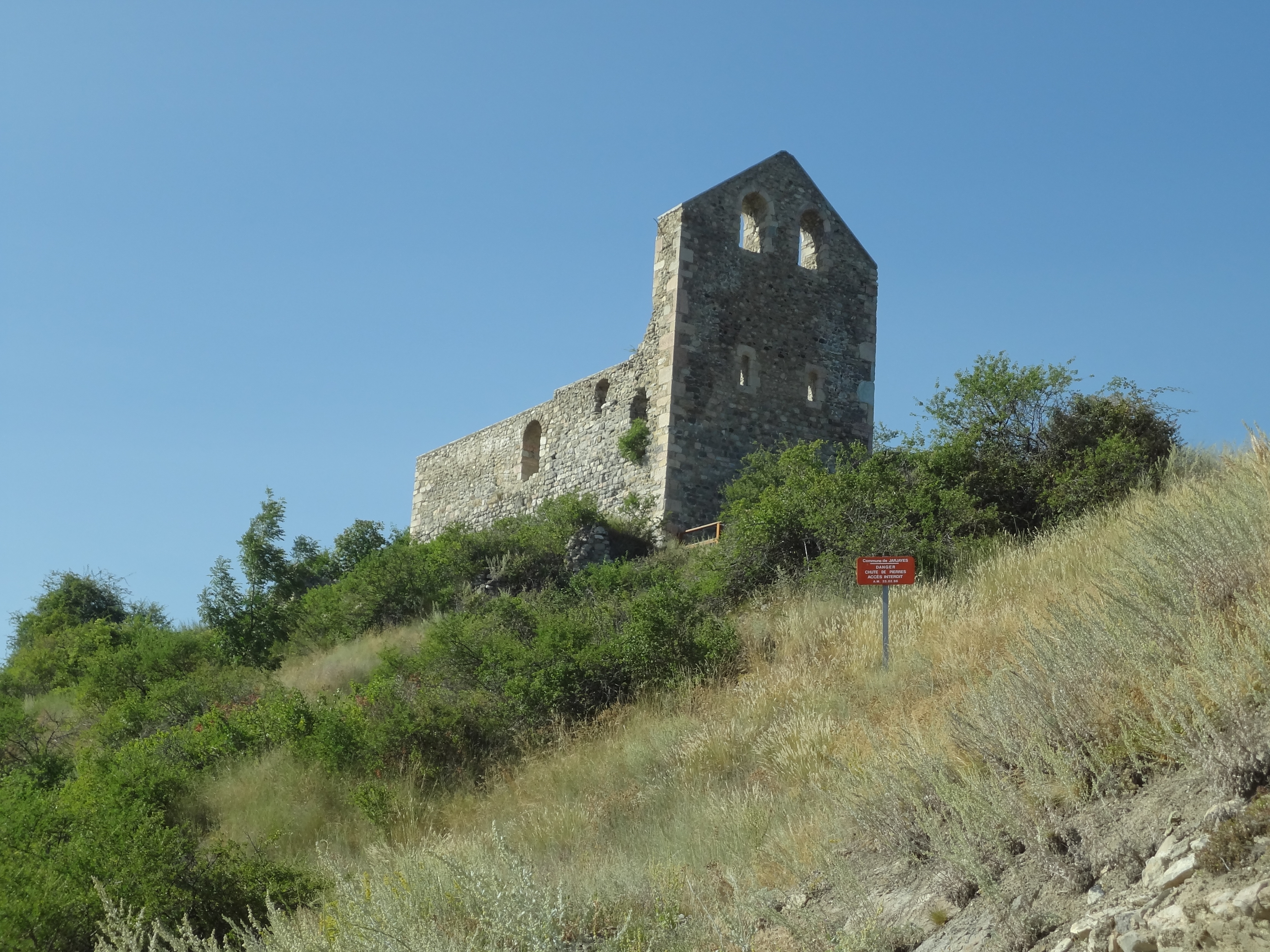
Autre vue.
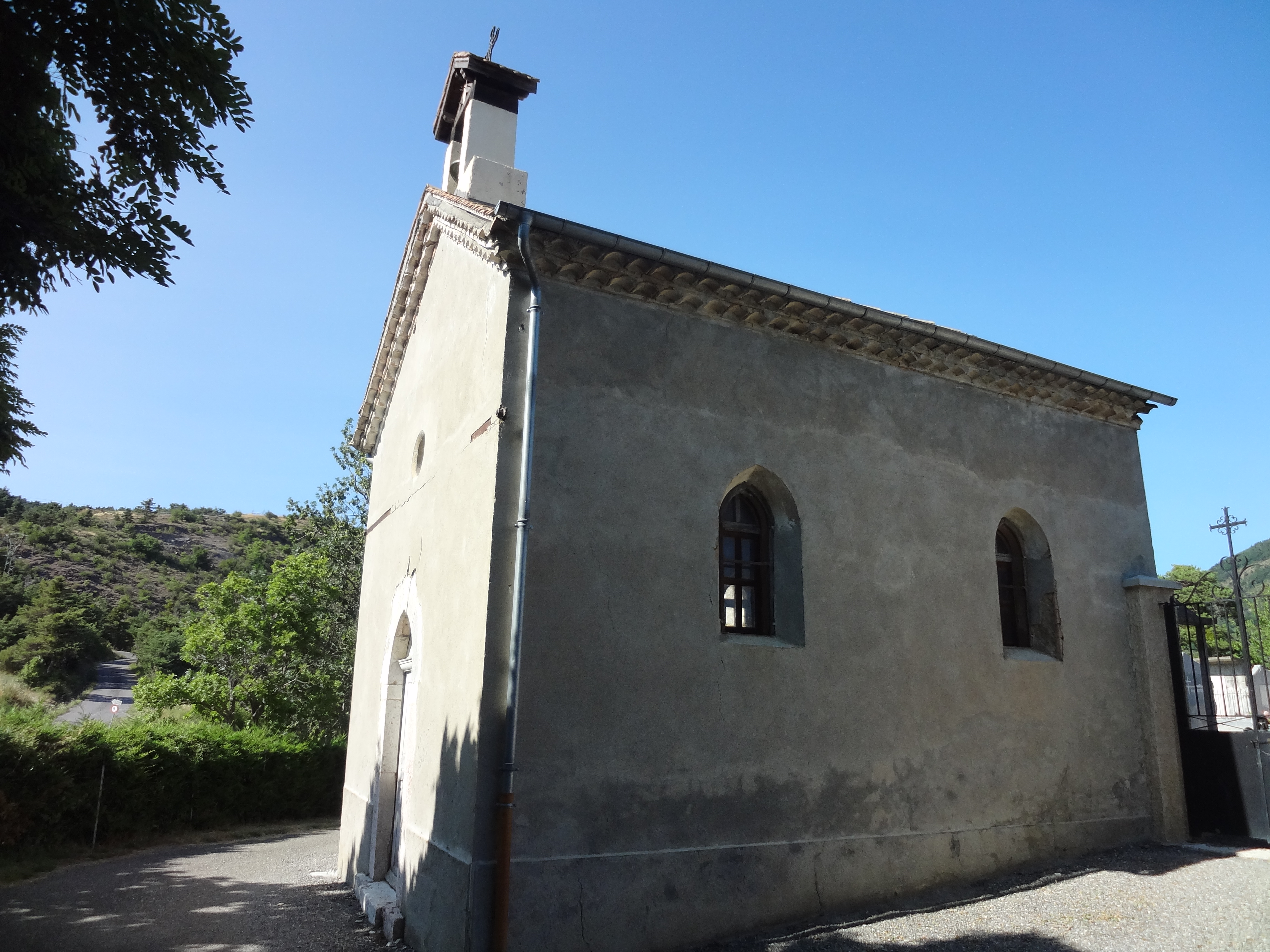
Chapelle du cimetière.
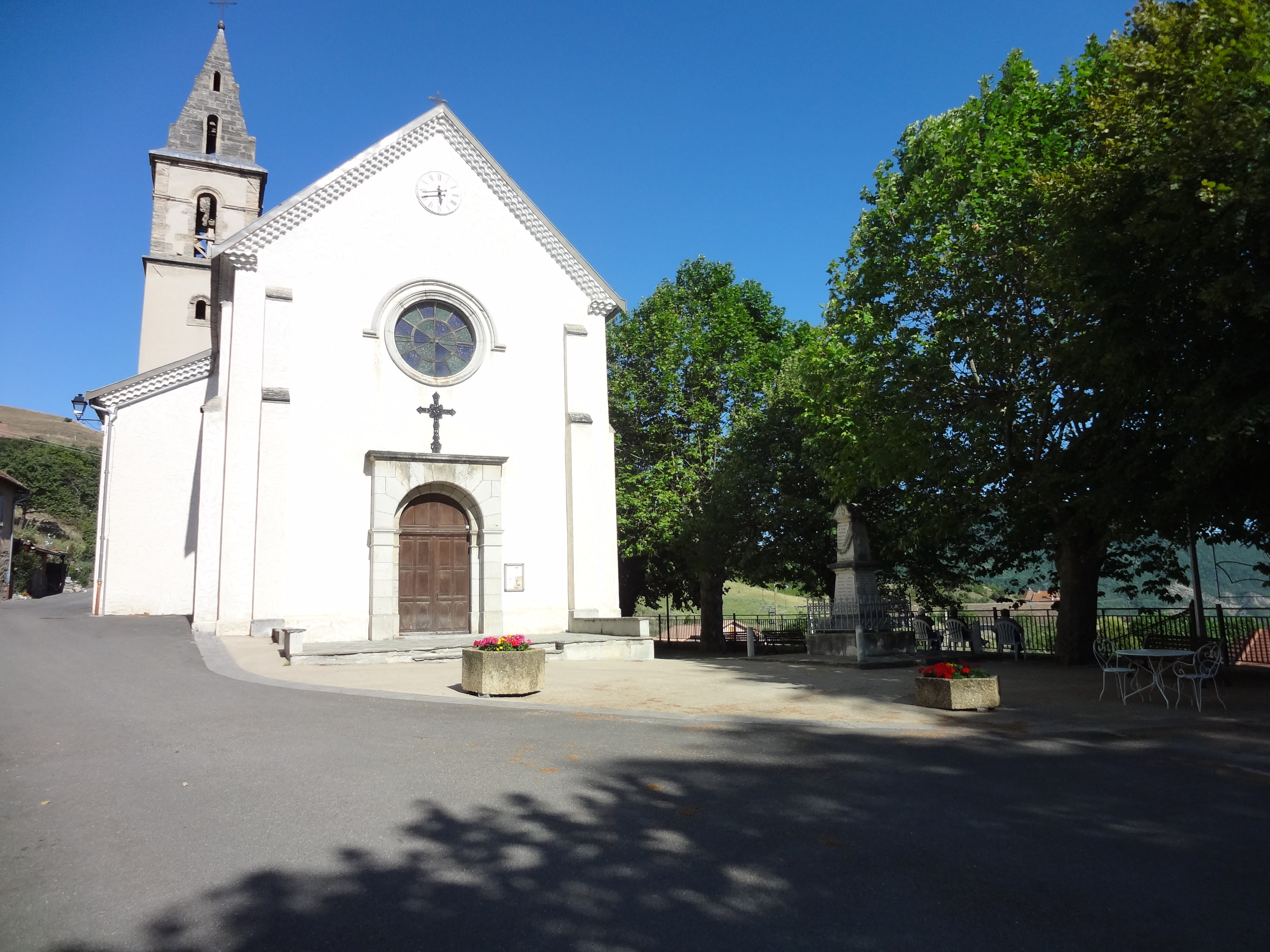
Église concordataire.
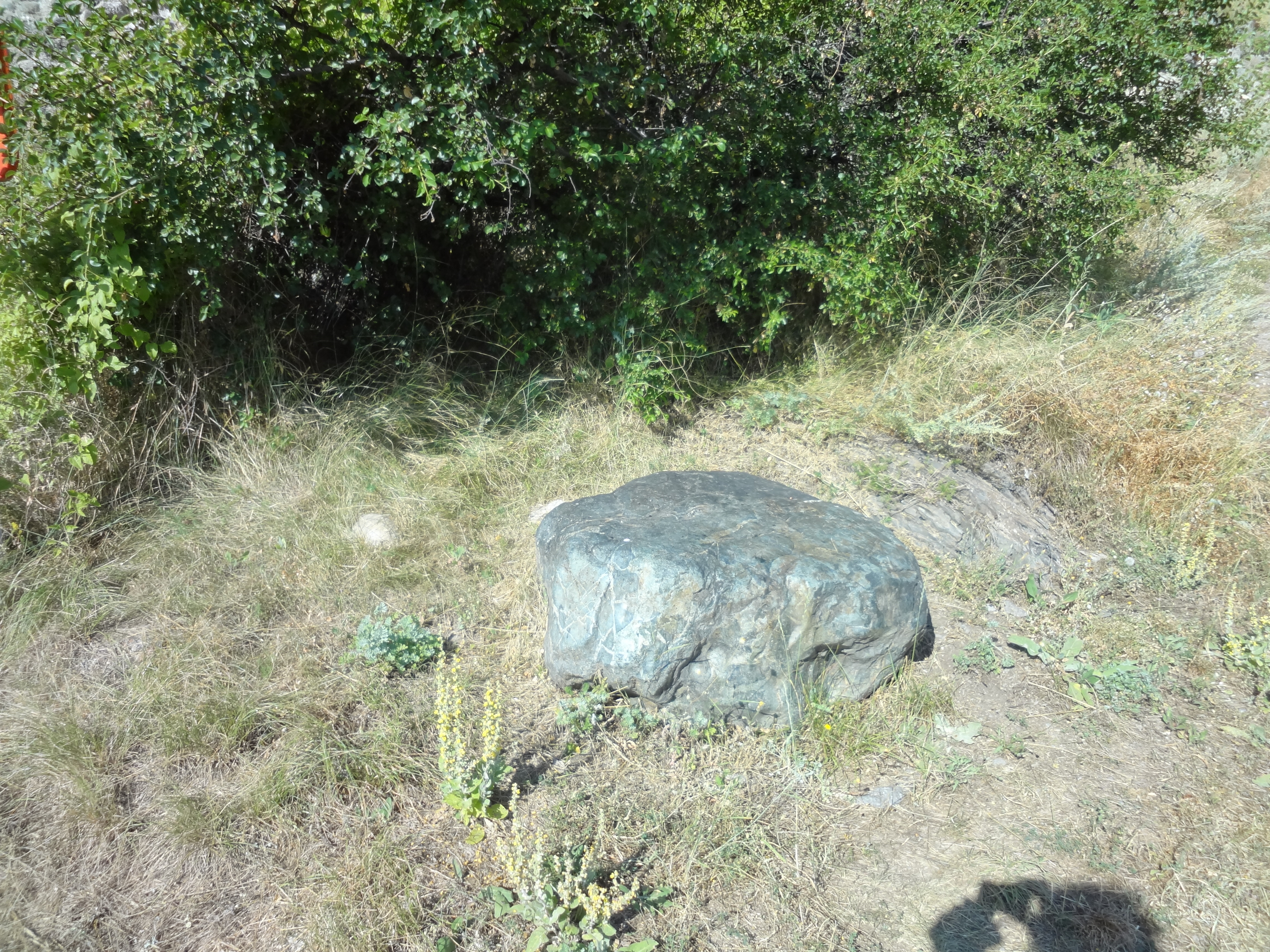
Pierre du Costel.

### Personnalités liées à la commune

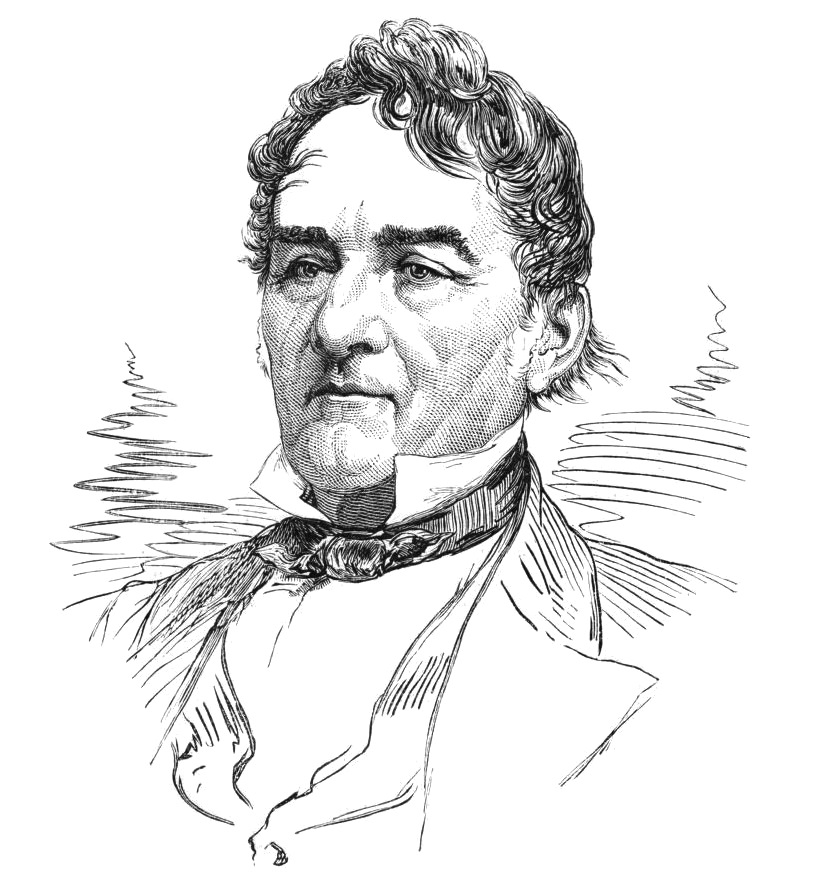
Chapon Fer : Louis de Ventavon.

- François Augustin Regnier de Jarjayes (1745-1822), général royaliste, qui a inspiré la saga de Lady Oscar[réf. nécessaire]
- Louis de Ventavon (1806-1879), homme politique français, y est né.

### Héraldique
| Blason de Jarjayes | Blason  | Écartelé : au 1er et au 4e d'azur au serpent arrondi d'argent se mordant la queue, au 2e et au 3e d'azur aux trois têtes de lion, arrachées, lampassées et couronnée d'or. |
| Blason de Jarjayes | Détails | Le statut officiel du blason reste à déterminer. |

## Pour approfondir